# Piackutatás
A piackutatás egy olyan közgazdaságtani vizsgálat, amely egy-egy konkrét üzleti cél érdekében végez adatgyűjtést illetve elemzést. A leggyakoribb említési esete, amikor konkrét termék vagy termékcsoport értékesítési lehetőségeiről, a piacának változásáról, reklámjairól, fogyasztóinak magatartásáról szól. 
A mai modern gazdaságban nélkülözhetetlen a hatékony információáramlás. Ezért a vállalatok és más piaci cégek arra törekednek, hogy minél több információt szerezzenek a vevőikről, versenytársaikról, üzleti partnereikről. Ezek egységbe foglalását valósítja meg a marketing információs rendszer (MIR). Az információk kétfélék lehetnek: külső és belső. A külsők környezeti adatok, pl.: piaci információk, gazdasági helyzet, versenytársak adatai, fogyasztói-vásárlói információk. A belső, úgynevezett vállalati adatokra példa: értékesítési adatok, beszerzési lehetőségek, fizetőképesség (likviditás), erőforrások kihasználtsága (gyártási információk), dolgozói visszajelzések, stb.
Az információkkal szemben használhatóságuk megítélésére többféle szempontot kell értékelni a MIR-be való beépítés során: megbízhatóság(biztos forrás, pontos adatok), időszerűség (aktualitás), mérhetőség (statisztikai adatok), teljesség (információk köre), hozzáférhetőség.
Az információszerzés módja lehet primer és szekunder. A primer információkat közvetlenül az információt szolgáltatóktól gyűjtjük, és leggyakrabban a saját igényeinknek megfelelően. Az adatgyűjtés módja lehet direktben kérdezéssel, megfigyeléssel vagy kísérlettel. Előnyei, hogy (legtöbbször) saját szempontok alapján történik a gyűjtés, az információk frissek (aktualizáltak), hátrányuk, hogy beszerzésük költséges és időigényes (piackutató munka költségei).
A szekunder információkat egyszer már valaki összegyűjtötte, feldolgozta saját céljaira. Ezekhez az információkhoz (általában) könnyebben hozzá lehet jutni, olcsóbbak és beszerzésük kevésbé időigényes, de hátrányuk, hogy nem mindig időszerűek, pontosak és nem a saját szempontok alapján vannak összegyűjtve, értékelve. Ilyenek például a statisztikai hivatalok felmérései, szakmai folyóiratok, kiadványok adatai, piackutató cégek publikált adatai.
A piackutatásnál általában mindkét információtípust használják, ám a piackutatást mindig a szekunder információk összegyűjtésével érdemes kezdeni, ezután derül ki, hogy szükség van-e a primer információgyűjtésre.
A piackutatás/piacelemzés legismertebb kivitelezői a piackutató ügynökségek, intézetek. Piackutató cég már létezett Magyarországon az 1930-as években (Magyar Gazdaságkutató Intézet), majd a második világháború után is. Az 1950-es évektől újabb intézmények alakultak és egyre gyakrabban keveredett a közvélemény-kutatással. A rendszerváltással együtt jött el a piackutató intézmények újabb felfutása, hiszen 1988-1993 között több mint 50 jelentősebb intézmény alakult.

## Külső hivatkozások
- Piackutatás.lap.hu – linkgyűjtemény
- Piackutatás.blog.hu – cikkgyűjtemény
- Kutatópont Kft.
- Mediameter Kft.
- GfK Hungária Piackutató Intézet Archiválva 2011. február 13-i dátummal a Wayback Machine-ben
- A piackutatás módszere és folyamata
- Piackutatás hírek – hírgyűjtemény, kutatási hírek egy helyen

Források: 
- Lénárt András: Nevet nem szabad kérdezni (56-os Alapítvány, 2005 évi évkönyv, 146-175 o.)
- Ungváriné Kötcse Jolán: Hobbink volt a marketing (2000, Simon Kiadó)
- Berács-Doubravszky-Sajtos: 30 éves a BKE Marketing tanszék (2000, Corvinus)